# Lebanon (Tennessee)
Lebanon és una població dels Estats Units a l'estat de Tennessee. Segons el cens del 2000 tenia 20.235 habitants.

## Demografia
Segons el cens del 2000, Lebanon tenia 20.235 habitants, 7.987 habitatges, i 5.319 famílies. La densitat de població era de 267,2 habitants/km².
Dels 7.987 habitatges en un 30,9% hi vivien nens de menys de 18 anys, en un 47,7% hi vivien parelles casades, en un 15% dones solteres, i en un 33,4% no eren unitats familiars. En el 28,5% dels habitatges hi vivien persones soles l'11,1% de les quals corresponia a persones de 65 anys o més que vivien soles. El nombre mitjà de persones vivint en cada habitatge era de 2,41 i el nombre mitjà de persones que vivien en cada família era de 2,94.
Per edats la població es repartia de la següent manera: un 23,9% tenia menys de 18 anys, un 11,2% entre 18 i 24, un 29% entre 25 i 44, un 21,7% de 45 a 60 i un 14,2% 65 anys o més.
L'edat mediana era de 35 anys. Per cada 100 dones de 18 o més anys hi havia 87,1 homes.
La renda mediana per habitatge era de 35.118 $ i la renda mediana per família de 45.094 $. Els homes tenien una renda mediana de 31.207 $ mentre que les dones 24.420 $. La renda per capita de la població era de 20.366 $. Entorn del 9,3% de les famílies i el 13% de la població estaven per davall del llindar de pobresa.

## Poblacions més properes
El següent diagrama mostra les poblacions més properes.